# Grete Sultan

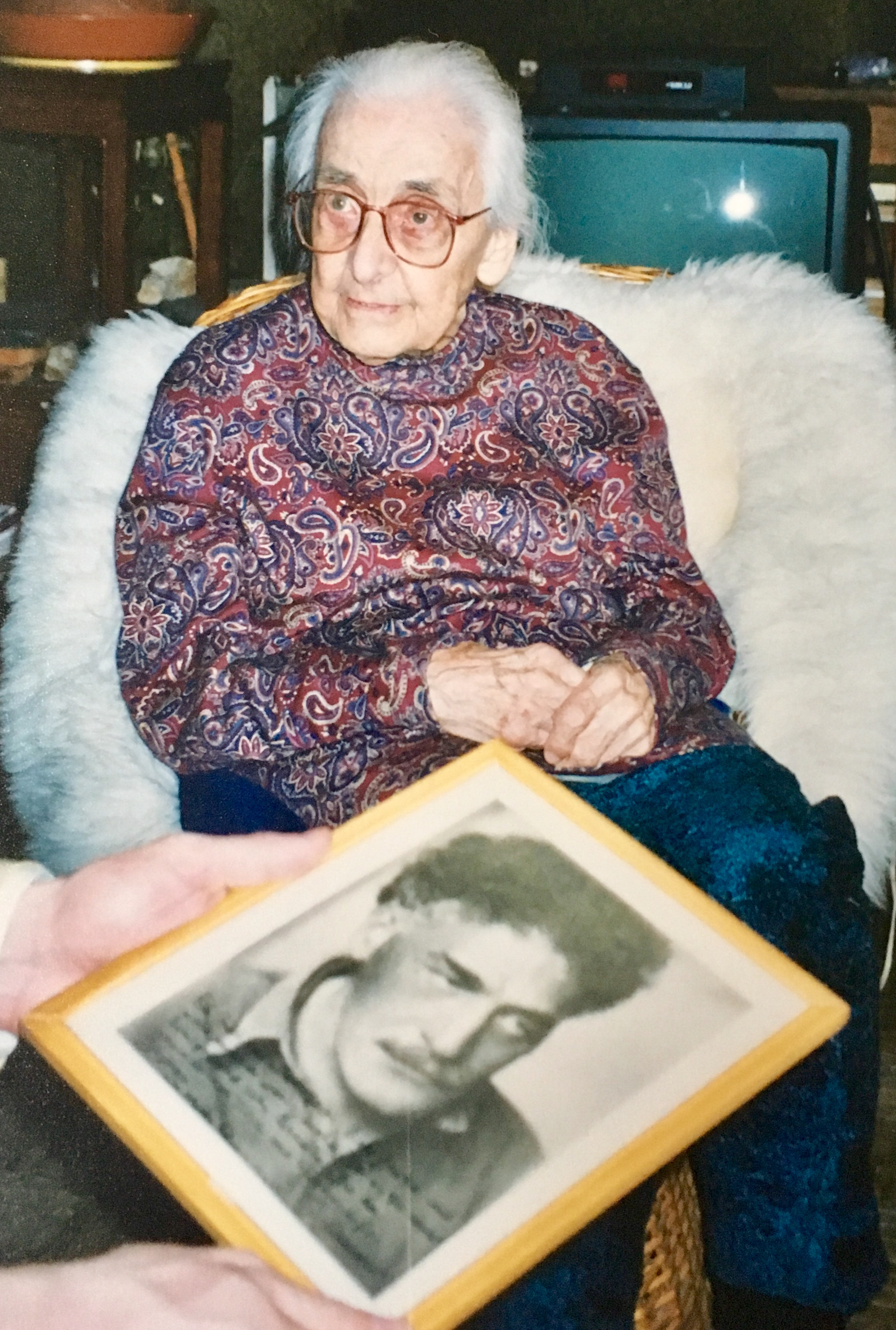
Grete Sultan 1999 in ihrer New Yorker Wohnung; im Vordergrund ein ihr gewidmetes Foto ihres Lehrers Richard Buhlig

Johanna Margarete „Grete“ Sultan (geboren am 21. Juni 1906 in Charlottenburg; gestorben am 26. Juni 2005 in New York City) war eine schließlich amerikanische  Pianistin und Klavierpädagogin deutscher Herkunft.

## Leben
Grete Sultan entstammte einer großbürgerlichen jüdischen Berliner Familie. Ihr Vater war der Spirituosen-Fabrikant Adolf Sultan. Die Mutter Coba Sultan, geborene Lewino, entstammte einer hochmusikalischen Familie aus dem Rheinland. Geboren wurde sie in der elterlichen Wohnung in der Rankestraße 33 in Berlin. Sie erhielt zunächst Unterricht von ihrer älteren Schwester Anni Victorius und zwei Tanten, außerdem vom amerikanischen Pianisten Richard Buhlig. Schon mit fünfzehn Jahren trat Grete Sultan in die Berliner Musikhochschule ein, um bei Leonid Kreutzer zu studieren. Sie setzte anschließend ihre Studien privat bei Edwin Fischer fort. 
Grete Sultan wurde eine bedeutende Konzertpianistin mit vielen hochgelobten Auftritten in Deutschland und der Schweiz. Ungewöhnlich an ihren Programmen war stets das Nebeneinander von Werken aus Barock, Klassik, Romantik und zeitgenössischer Klavierliteratur. Nach dem "Machtantritt" von Hitlers Partei im Januar 1933 erhielt Grete Sultan das Auftrittsverbot in der Öffentlichkeit und konnte nur noch im Jüdischen Kulturbund spielen. Mehrere Mitglieder ihrer Familie konnten rechtzeitig ins Exil gehen, darunter ihr Halbbruder Herbert Sultan, andere wurden Opfer des NS-Regimes.
Nach ihrer noch in letzter Minute ermöglichten Flucht in die USA im Mai 1941 gab sie dort zunächst privaten Klavierunterricht und entwickelte später eine rege Tätigkeit als Pädagogin an mehreren Institutionen, besonders jedoch als außergewöhnliche Pianistin. Erst Ende 1954 kehrte Grete Sultan zum ersten Mal wieder nach Europa zurück, um in einer Reihe von Klavierabenden und Radiosendungen in Deutschland, der Schweiz und Norwegen aufzutreten.
Aus ihrer Begegnung mit dem amerikanischen Komponisten John Cage Anfang 1946 erwuchsen eine lange künstlerische Zusammenarbeit und tiefe persönliche Freundschaft. Cage schrieb 1956 sechzehn Stücke aus seinem 85-teiligen Zyklus Music for Piano für Grete Sultan. Auch seine monumentalen, in den Jahren 1974/75 entstandenen Etudes Australes widmete Cage der Pianistin, die diese bis ins hohe Alter in der ganzen Welt spielte. Weitere enge Freundschaften verband Grete Sultan seit ihrer Berliner Zeit mit Ruth und Claudio Arrau, mit der Cellistin Eva Heinitz sowie der Dichterin Vera Lachmann.
Ihren letzten Klavierabend gab Grete Sultan 1996: Die Neunzigjährige interpretierte in New York noch einmal Bachs Goldberg-Variationen. Sie konnte noch die Veröffentlichungen einiger ihrer historischen Aufnahmen durch Heiner Stadler miterleben und unterrichtete bis zum Schluss mehrere Privatschüler. Zu ihren früheren Schülern zählt unter anderem der Komponist Christian Wolff. Wenige Tage nach ihrem neunundneunzigsten Geburtstag starb Grete Sultan in einem New Yorker Krankenhaus.
Im März 2012 wurde die umfassende, reich bebilderte Biographie Rebellische Pianistin des Hamburger Autors Moritz von Bredow bei Schott Music in Mainz veröffentlicht, die zwei Jahre später in zweiter Auflage erschien.

## Trivia
Grete Sultan bewohnte von 1970 bis zu ihrem Tod ein Appartement im achten Stock der Westbeth Artists Community, einem Gebäudekomplex, in dem Künstler eine Miete zahlen müssen, die sich nach ihrem Einkommen richtet.

## Ehrungen
- 2002: Verdienstkreuz 1. Klasse der Bundesrepublik Deutschland.
- Christian Wolff: In memory of Grete Sultan. Microexercises, 23–36, Komposition 2007.
- Am 10. August 2023 wurden in Berlin-Schlachtensee, Stolpersteine für ihre Familie verlegt.

## Diskografie
- Grete Sultan – John Cage: Etudes Australes (Wergo 60152/55 (4 LP) und 61522 (3 CD), 1987, 1992).
- Grete Sultan – The Legacy.
  - Vol. 1: Bach (Goldberg-Variationen), Debussy, Schönberg und Cage (Concord 42030, 1996).
  - Vol. 2: Beethoven (Diabelli-Variationen), Copland, Wolpe, Hovhaness, Cage u. a. (Labor 70382, 2002).
- Grete Sultan – Piano Seasons  (Wergo 40432, 4 CDs, 2013).
  - CD 1: Bach
  - CD 2: Beethoven
  - CD 3: Schubert, Schumann
  - CD 4: Schönberg, Copland, Weber, Wolpe, Hovhaness, Cage, Ichiyanagi